# ノグリキ
座標: 北緯51度49分00秒 東経143度07分00秒 / 北緯51.816667度 東経143.116667度

ノグリキの紋章

ノグリキ（ロシア語：Ноглики、日本語：縫江、ノーグリキ）は、サハリン北部の東海岸に面した町（都市型集落）。ロシア連邦サハリン州ノグリキ管区に属する。近年、石油・天然ガス開発の中心地として発展してきている。

## 概要

### 由来
諸説ある。
- この地域のニヴフ族の一族の自称である「ノグラン(noglan)」に由来するという説
- 二ヴフ語で定住地、キャンプを表す「ノグルヴォ(noglvo)」に由来する説
- この町を流れるノグリキ川に由来する説

なおノグリキ川の由来は二ヴフ語で匂う川という意味の「ノグリ ンギ(Ноглы-нги)」であり、「ノグラ(ногла)」は臭う、芳香がある「イ（и）」は川という意味であり、流域に天然アスファルトや石油の湧出があったと考えられる。

#### 日本名
岡本監輔が「窮北日誌」にて命名。辺りの縫ったような海岸線から縫江となったと言われている。

## 地理

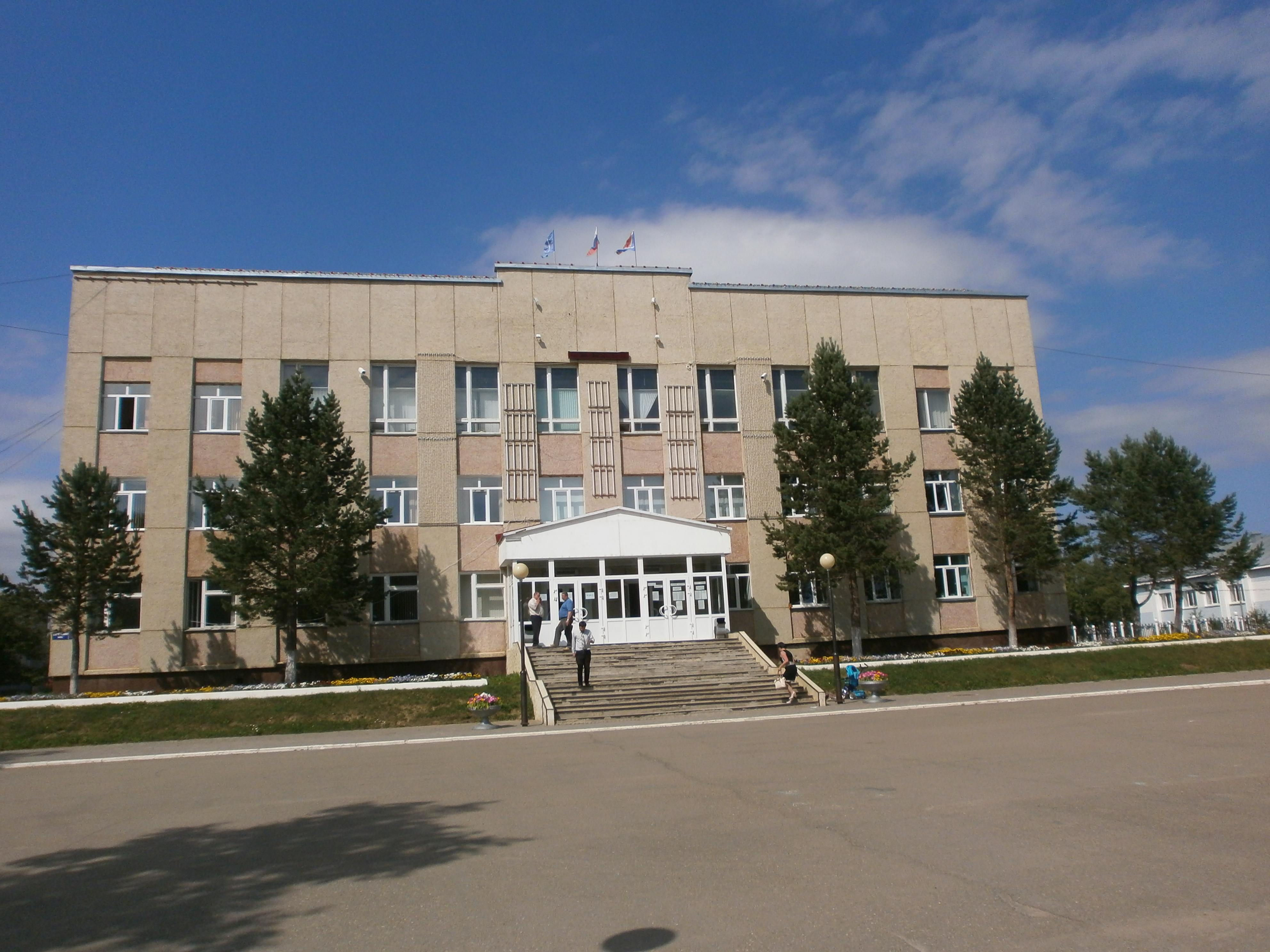
ノグリキ市役所

ノグリキは、サハリン北部のオホーツク海に面しており、トウィミ川の河口に開けた町である。ユジノサハリンスクから北へ約613キロメートル、北緯51.816667度、東経143.116667度に位置している。

## 歴史
1926年に設立された。
第二次世界大戦中、ノグリキの石油労働者は石油の面で前線に多大な援助を提供し、軍全体もノグリキ周辺で採掘される燃料に頼っていた。ノグリキを含むサハリンの北部の石油労働者のモットーは、「我々の戦車、飛行機、船にもっと石油を！(ロシア語：больше нефти для наших танков, самолётов, кораблей!)」であった。
1965年に都市型集落となった。
1998年の夏、ノグリキを含むサハリン州北部のいくつかの地区で大火災が発生し、火災は集落の近くまで迫り、集落を破壊する恐れがあった。集落の住民は避難の準備をし、ボランティアの消防隊が結成された。ノグリキの上空には数週間にわたって濃いスモッグが立ちこめたが、消防士たちは毎日、火を集落から遠ざけ、森の奥へと追いやった。長い間雨は降らなかったが、数カ月後、ようやく雨が降り、集落周辺の森林の火はほとんど消えた。
2009年、中央地区病院の建物と、サハリンで最も高価で最大のスポーツ複合施設であるアリーナが集落内に建設された。

## 交通

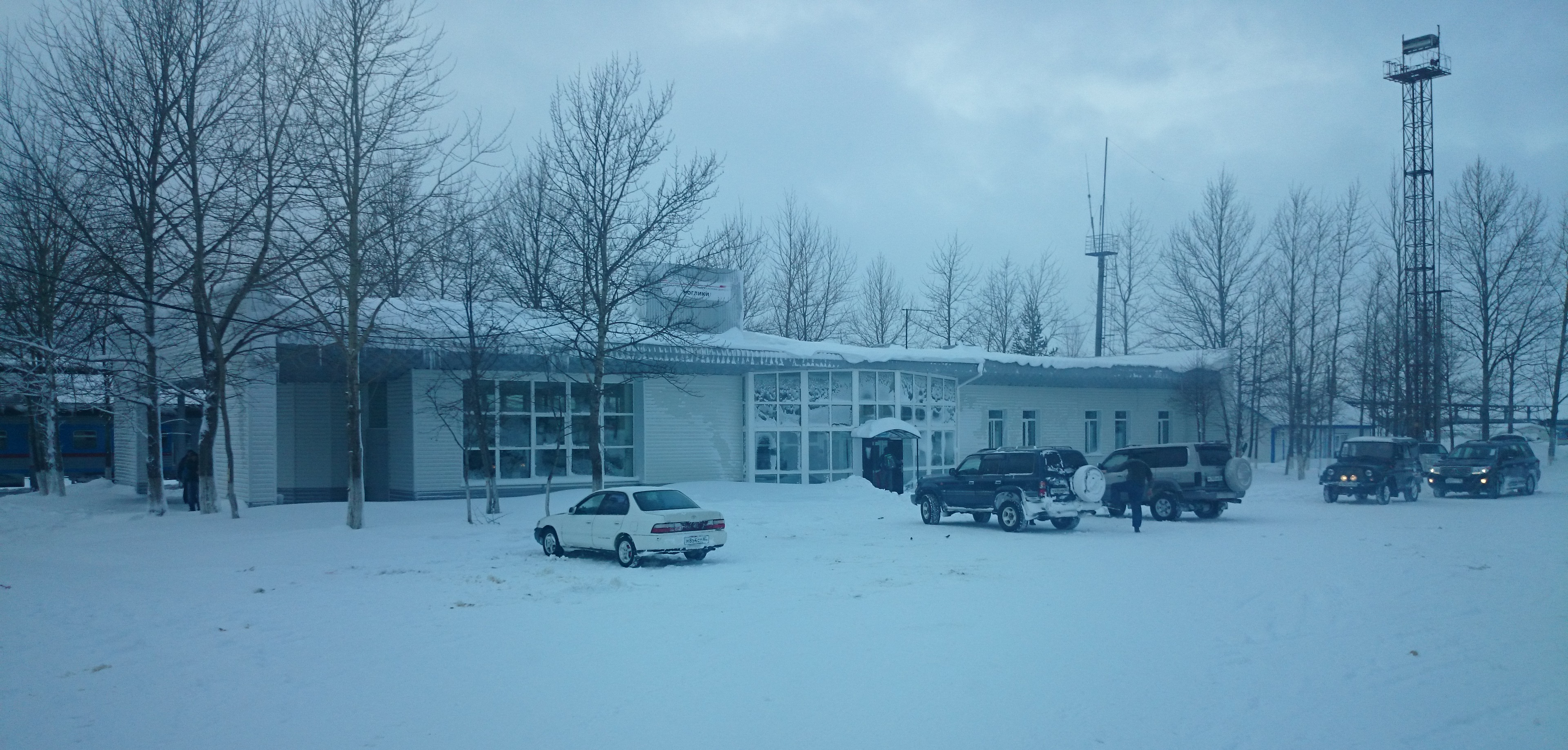
ノグリキ駅

ノグリキ駅があり、コルサコフ、ユジノサハリンスクから北上する鉄道の終着点である。さらに北方のオハに向けてオハ・ノグリキ狭軌鉄道が伸びていたが廃止された。

### 航空
ノグリキ空港が整備されており、オーロラ航空によりユジノサハリンスクとハバロフスクに航空路が開かれている。

### バス
オハへはバスターミナルから530番バスでアクセスでき、ポロナイスクへは531番バスで向かうことができる。

## 産業
古くから漁業、林業で栄えてきたが、近年は石油・天然ガス事業の中心地として発展してきた。ノグリキからオハにかけての地域は、石油・天然ガスの宝庫で、町の南部のカタングリはサハリン最古の油田のひとつであり、北には石油の町ネフチェゴルスクがあった。サハリン2プロジェクトの拠点となっている。
町には、ニヴフなど少数民族700人余りが居住し、ニヴフ民族の生活様式を紹介する博物館もある。

## 人口
人口は2023年時点で10518人であり、2014年全ロシア国勢調査で10,127人。2020年では10,486人。人口が1万人を割り込む年もあったが、近年は増加傾向にある。
| 人口   | 人口   | 人口   | 人口  | 人口   | 人口   | 人口   | 人口   | 人口   |
| 1939   | 1959   | 1970   | 1979  | 1989   | 2002   | 2009   | 2010   | 2011   |
| ------ | ------ | ------ | ----- | ------ | ------ | ------ | ------ | ------ |
| 1,237  | 2,197  | 5,213  | 7,130 | 11,546 | 10,729 | 10,768 | 10,231 | 10,233 |
| 2012   | 2013   | 2014   | 2015  | 2016   | 2017   | 2018   | 2019   | 2020   |
| 10,204 | 10,109 | 10,127 | 9,971 | 9,915  | 10,005 | 10,090 | 10,151 | 10,486 |
| 2021   | 2023   |        |       |        |        |        |        |        |
| 11,066 | 10,518 |        |       |        |        |        |        |        |

## 気候
| ノグリキ（1991年 - 2020年）の気候                             | ノグリキ（1991年 - 2020年）の気候 | ノグリキ（1991年 - 2020年）の気候 | ノグリキ（1991年 - 2020年）の気候 | ノグリキ（1991年 - 2020年）の気候 | ノグリキ（1991年 - 2020年）の気候 | ノグリキ（1991年 - 2020年）の気候 | ノグリキ（1991年 - 2020年）の気候 | ノグリキ（1991年 - 2020年）の気候 | ノグリキ（1991年 - 2020年）の気候 | ノグリキ（1991年 - 2020年）の気候 | ノグリキ（1991年 - 2020年）の気候 | ノグリキ（1991年 - 2020年）の気候 | ノグリキ（1991年 - 2020年）の気候 |
| 月                                                            | 1月                               | 2月                               | 3月                               | 4月                               | 5月                               | 6月                               | 7月                               | 8月                               | 9月                               | 10月                              | 11月                              | 12月                              | 年                                |
| ------------------------------------------------------------- | --------------------------------- | --------------------------------- | --------------------------------- | --------------------------------- | --------------------------------- | --------------------------------- | --------------------------------- | --------------------------------- | --------------------------------- | --------------------------------- | --------------------------------- | --------------------------------- | --------------------------------- |
| 最高気温記録 °C （°F）                                        | 0.9 (33.6)                        | 3.5 (38.3)                        | 13.0 (55.4)                       | 21.4 (70.5)                       | 30.6 (87.1)                       | 32.8 (91)                         | 33.6 (92.5)                       | 33.3 (91.9)                       | 28.6 (83.5)                       | 22.3 (72.1)                       | 11.8 (53.2)                       | 2.4 (36.3)                        | 33.6 (92.5)                       |
| 平均最高気温 °C （°F）                                        | −11.8 (10.8)                      | −10.0 (14)                        | −3.8 (25.2)                       | 2.8 (37)                          | 9.2 (48.6)                        | 15.6 (60.1)                       | 18.7 (65.7)                       | 20.0 (68)                         | 16.7 (62.1)                       | 8.5 (47.3)                        | −2.4 (27.7)                       | −4.5 (23.9)                       | 4.4 (39.9)                        |
| 日平均気温 °C （°F）                                          | −16.3 (2.7)                       | −15.3 (4.5)                       | −8.9 (16)                         | −1.5 (29.3)                       | 4.0 (39.2)                        | 9.7 (49.5)                        | 13.3 (55.9)                       | 14.8 (58.6)                       | 11.3 (52.3)                       | 3.9 (39)                          | −6.4 (20.5)                       | −14.6 (5.7)                       | −0.5 (31.1)                       |
| 平均最低気温 °C （°F）                                        | −20.3 (−4.5)                      | −20.1 (−4.2)                      | −13.8 (7.2)                       | −4.9 (23.2)                       | 0.3 (32.5)                        | 5.5 (41.9)                        | 9.6 (49.3)                        | 11.0 (51.8)                       | 7.2 (45)                          | 0.3 (32.5)                        | −10.0 (14)                        | −18.4 (−1.1)                      | −5.1 (22.8)                       |
| 最低気温記録 °C （°F）                                        | −40.1 (−40.2)                     | −37.4 (−35.3)                     | −31.6 (−24.9)                     | −25.0 (−13)                       | −8.6 (16.5)                       | −2.8 (27)                         | −0.7 (30.7)                       | 0.4 (32.7)                        | −3.8 (25.2)                       | −12.4 (9.7)                       | −28.2 (−18.8)                     | −36.9 (−34.4)                     | −40.1 (−40.2)                     |
| 降水量 mm （inch）                                            | 47 (1.85)                         | 34 (1.34)                         | 49 (1.93)                         | 53 (2.09)                         | 62 (2.44)                         | 59 (2.32)                         | 54 (2.13)                         | 103 (4.06)                        | 85 (3.35)                         | 83 (3.27)                         | 62 (2.44)                         | 53 (2.09)                         | 744 (29.31)                       |
| 降雪量 cm （inch）                                            | 67.5 (26.57)                      | 79.9 (31.46)                      | 91.6 (36.06)                      | 85.4 (33.62)                      | 52.2 (20.55)                      | 0.0 (0)                           | 0.0 (0)                           | 0.0 (0)                           | 1.0 (0.39)                        | 4.1 (1.61)                        | 27.5 (10.83)                      | 41.3 (16.26)                      | 450.5 (177.35)                    |
| 出典1：Погода и Климат                                        |                                   |                                   |                                   |                                   |                                   |                                   |                                   |                                   |                                   |                                   |                                   |                                   |                                   |
| 出典2：Global Bioclimatics,Poronaysk, Russia (sunshine hours) |                                   |                                   |                                   |                                   |                                   |                                   |                                   |                                   |                                   |                                   |                                   |                                   |                                   |